# Women's International Champions Cup 2018
Navigation
Édition suivante
Le Tournoi féminin de l'International Champions Cup 2018 est la première édition d'un tournoi amical international de football féminin parallèlement à l'édition masculine. Elle s'est déroulée du 26 au 29 juillet 2018.
L'équipe des Courage de la Caroline du Nord remporte cette compétition en s'imposant 1 à 0 face à l'Olympique lyonnais. Manchester City bat 2 à 1 le Paris Saint-Germain lors du match pour la troisième place.

## Contexte
Pour la première fois, l'International Champions Cup (ICC) inclut un tournoi féminin. Près d'une douzaine des clubs prenant part régulièrement à l'ICC ont exprimé un intérêt pour faire participer leurs homologues féminines, mais ce tournoi féminin inaugural rassemble seulement quatre équipes avant de s'élargir en 2019. Le tournoi 2018 propose deux demi-finales, le 26 juillet, suivis du match pour la troisième place et de la finale, le 29 juillet, les quatre matches ont lieu au Hard Rock Stadium à Miami Gardens. 
Les participants européens se joignent avant le tournoi à l'Université de Portland pour les sessions d’entraînement.

## Équipes engagées
Quatre équipes participeront au tournoi.
| Pays                                   | Équipe                                                         | Récents résultats nationaux et continentaux |
| -------------------------------------- | -------------------------------------------------------------- | --- |
| Angleterre                             | Manchester City                                                | Championnat d'Angleterre : 2e en 2017 et en 2018 Coupe d'Angleterre (FA Women's Cup) : vainqueur en 2017 Coupe de la Ligue d'Angleterre (FA_WSL_Cup) : finaliste en 2018 Ligue des champions : demi-finaliste en 2017 et en 2018 |
| France                                 | Olympique lyonnais                                             | Championnat de France : 1er en 2017 et en 2018 Coupe de France : vainqueur en 2017, finaliste en 2018 Ligue des champions : vainqueur en 2017 et en 2018                                                                         |
| France                                 | Paris Saint-Germain                                            | Championnat de France : 3e en 2017, 2e en 2018 Coupe de France : finaliste en 2017, vainqueur en 2018 Ligue des champions : finaliste en 2017                                                                                    |
| Etats-Unis                             | Courage de la Caroline du Nord                                 | \| Championnat des États-Unis de soccer : \| \| \| 2017 : \| 1er au terme de la saison régulière (obtention du NWSL Shield) \| \| \| finaliste des NWSL Playoffs \| \| 2018 : \| leader de la saison régulière en cours \|       |
| Championnat des États-Unis de soccer : |                                                                | |
| 2017 :                                 | 1er au terme de la saison régulière (obtention du NWSL Shield) | |
|                                        | finaliste des NWSL Playoffs                                    | |
| 2018 :                                 | leader de la saison régulière en cours                         | |

## Lieu
| Miami Gardens     | [[Fichier:Usa edcp (+HI +AK) location map.svg\|354px\|{{#if:\|{{{alt}}}\|Women's International Champions Cup 2018 est dans la page Etats-Unis.]]Miami Gardens Women's International Champions Cup 2018 (Etats-Unis) |
| Hard Rock Stadium | [[Fichier:Usa edcp (+HI +AK) location map.svg\|354px\|{{#if:\|{{{alt}}}\|Women's International Champions Cup 2018 est dans la page Etats-Unis.]]Miami Gardens Women's International Champions Cup 2018 (Etats-Unis) |
| Capacité: 64 767  | [[Fichier:Usa edcp (+HI +AK) location map.svg\|354px\|{{#if:\|{{{alt}}}\|Women's International Champions Cup 2018 est dans la page Etats-Unis.]]Miami Gardens Women's International Champions Cup 2018 (Etats-Unis) |
|                   | [[Fichier:Usa edcp (+HI +AK) location map.svg\|354px\|{{#if:\|{{{alt}}}\|Women's International Champions Cup 2018 est dans la page Etats-Unis.]]Miami Gardens Women's International Champions Cup 2018 (Etats-Unis) |

## Matchs

### Demi-finales
| 26 juillet 2018                                               | Courage de la Caroline du Nord            | 2-1 | Paris Saint-Germain     | Hard Rock Stadium, Miami Gardens |                      |
| 18:15 local (UTC-4 (Eastern Time Zone)) 00:15 (UTC+2 (Paris)) | Jessica McDonald 19e · Darian Jenkins 84e |     | Kaleigh Kurtz 40e (csc) | Arbitrage : N. Simon             | Arbitrage : N. Simon |

| 26 juillet 2018                                               | Olympique lyonnais               | 3-0 | Manchester City | Hard Rock Stadium, Miami Gardens |                             |
| 21:00 local (UTC-4 (Eastern Time Zone)) 03:00 (UTC+2 (Paris)) | Le Sommer 4e 14e · Hegerberg 17e |     |                 | Arbitrage : Jasmine Peralta      | Arbitrage : Jasmine Peralta |

### Match pour la3eplace
| 30 juillet 2018                                               | Paris Saint-Germain | 1-2 | Manchester City        | Hard Rock Stadium, Miami Gardens |                           |
| 18:15 local (UTC-4 (Eastern Time Zone)) 00:15 (UTC+2 (Paris)) | Pekel 1re           |     | Scott 41e · Jans 45+4e | Arbitrage : Natalie Simon        | Arbitrage : Natalie Simon |
| 18:15 local (UTC-4 (Eastern Time Zone)) 00:15 (UTC+2 (Paris)) | Rapport             |     |                        | Arbitrage : Natalie Simon        | Arbitrage : Natalie Simon |

### Finale
| 30 juillet 2018                                               | Olympique lyonnais | 0-1 | Courage de la Caroline du Nord | Hard Rock Stadium, Miami Gardens |                             |
| 21:00 local (UTC-4 (Eastern Time Zone)) 03:00 (UTC+2 (Paris)) |                    |     | O'Reilly 10e                   | Arbitrage : Jasmine Peralta      | Arbitrage : Jasmine Peralta |
| 21:00 local (UTC-4 (Eastern Time Zone)) 03:00 (UTC+2 (Paris)) | Rapport            |     |                                | Arbitrage : Jasmine Peralta      | Arbitrage : Jasmine Peralta |

## Classements annexes

### Classement des buteuses
| Ensemble de la compétition : 8 buteuses, 9 buts(+1 csc) |                   |                                |      |
| Rang                                                    | Buteuse           | Club                           | Buts |
| 1                                                       | Eugénie Le Sommer | Olympique lyonnais             | 2    |
| 2                                                       | Jessica McDonald  | Courage de la Caroline du Nord | 1    |
| 2                                                       | Darian Jenkins    | Courage de la Caroline du Nord | 1    |
| 2                                                       | Heather O'Reilly  | Courage de la Caroline du Nord | 1    |
| 2                                                       | Ada Hegerberg     | Olympique lyonnais             | 1    |
| 2                                                       | Jill Scott        | Manchester City                | 1    |
| 2                                                       | Mie Leth Jans     | Manchester City                | 1    |
| 2                                                       | Melike Pekel      | Paris Saint-Germain            | 1    |